# Raphithericles cuneatus
Raphithericles cuneatus är en insektsart som beskrevs av Marius Descamps 1977. Raphithericles cuneatus ingår i släktet Raphithericles och familjen Thericleidae. Inga underarter finns listade i Catalogue of Life.